# Grupa Magurki Wilkowickiej

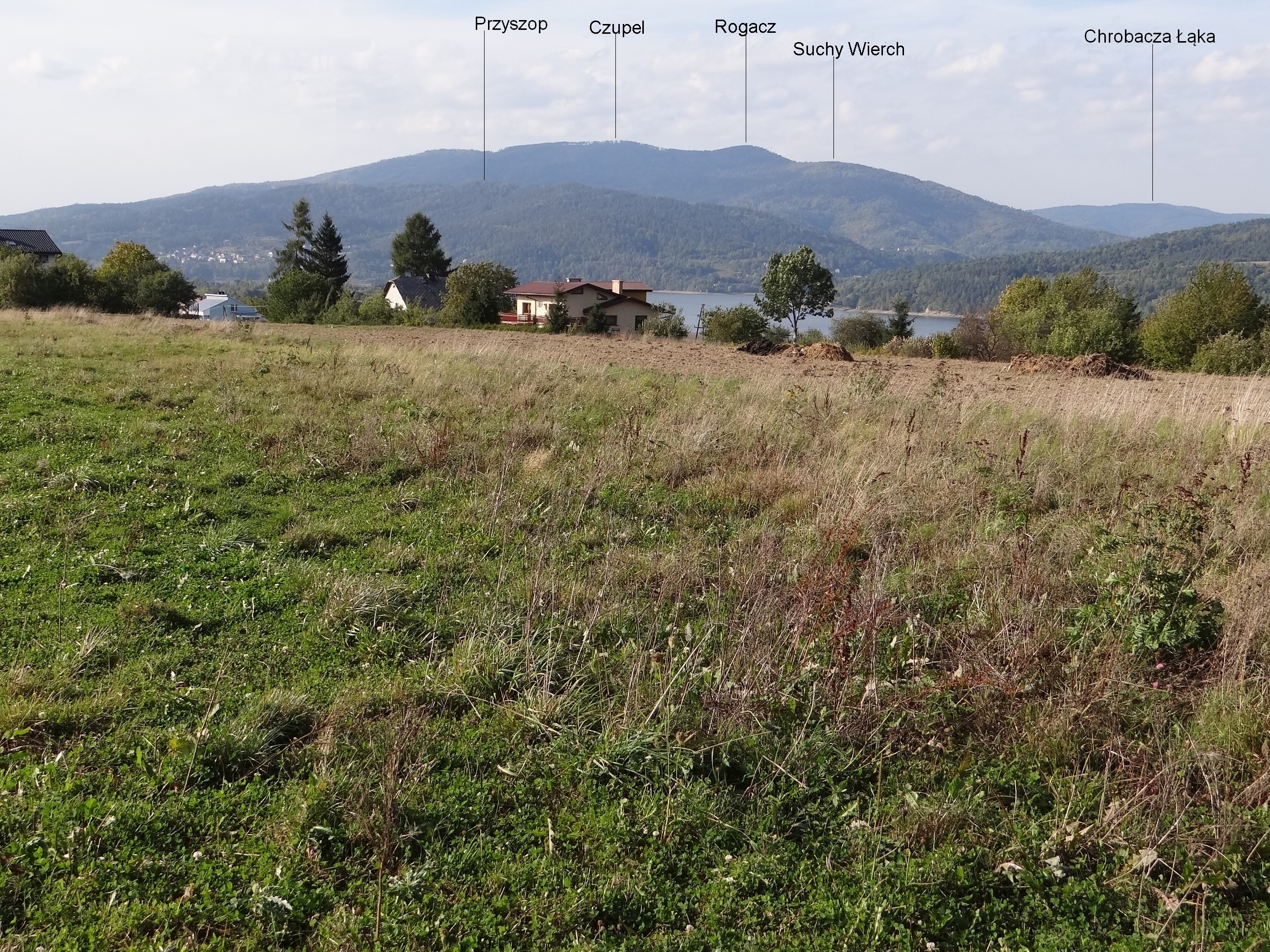
Południowa część grupy Magurki Wilkowickiej

Grupa Magurki Wilkowickiej – zachodnia część Beskidu Małego, położona po zachodniej stronie rzeki Soła. Znajduje się w niej najwyższy szczyt Beskidu Małego – Czupel (931 m). Główny grzbiet grupy Magurki Wilkowickiej ma kształt litery C zwróconej końcami do Soły. W środku grzbietu znajduje się przełęcz Przegibek, spod której spływają w przeciwne stron dwa potoki: na wschód Ponikiewka (Ponikiew), na zachód Straconka. Przełęcz Przegibek wraz z dolinami wymienionych potoków dzielą Grupę Magurki Wilkowickiej na dwie mniejsze grupy:
- grupa Chrobaczej Łąki (po północnej stronie)
- grupa Magurki i Czupla (po południowej stronie)

Grupa Magurki Wilkowickiej od północnej strony stromo opada na Pogórze Śląskie, od południa do Kotliny Żywieckiej, od zachodu dolina rzeki Biała i Brama Wilkowicka oddzielają ją od Beskidu Śląskiego. Jest w większości porośnięta lasem, ale na grzbietach i stokach gór znajdują się także widokowe polany i wiatrołomy. Posiada gęstą sieć szlaków turystycznych i kilka schronisk górskich (całorocznych lub sezonowych): schronisko turystyczne na Chrobaczej Łące, schronisko PTTK na Magurce Wilkowickiej, Schronisko „Rogacz”.